# Códigos de clasificación JEL
Los artículos en revistas de economía se clasifican generalmente de acuerdo con el sistema de códigos usado por el Journal of Economic Literature (JEL). JEL la edita trimestralmente la American Economic Association; se trata de una revista académica revisada por pares que publica artículos e información sobre libros y disertaciones recientes. Desde 1991, hay 19 categorías principales; cada una tiene numerosas subcategorías y subsubcategorías.

## A Economía general y enseñanza
- A	Economía general y enseñanza
  - A1	Economía general
    - A10 - Generalidades
    - A11 - Papel de la economía ; Papel de los economistas ; Mercado para los economistas
    - A12 - Relación de la economía con otras disciplinas
    - A13	 - Relación de la economía con los valores sociales
    - A14 - Sociología de la economía
    - A19 - Otros

  - A2	Enseñanza de la economía
    - A20 - Generalidades
    - A21 - Enseñanza preuniversitaria
    - A22 - Enseñanza universitaria
    - A23 - Enseñanza de postgrado
    - A29 - Otros

  - A3	Trabajos colectivos de varias materias
    - A30 - Generalidades
    - A31 - Recopilación de trabajos de varias materias de figuras individuales
    - A32 - Volúmenes
    - A33 - Manuales
    - A39 - Otros

## B Escuelas de pensamiento económico y metodología
JEL: B0 - General
JEL: B00 - General
JEL: B1 - Historia del pensamiento económico hasta 1925
JEL: B10 - Generalidades
JEL: B11 - Escuela preclásica
JEL: B12 - Escuela clásica
JEL: B13 - Escuela neoclásica hasta 1925
JEL: B14 - Socialismo; Marxismo
JEL: B15 - Historicismo; Institucionalismo
JEL: B16 - Historia del pensamiento económico: métodos cuantitativos y matemáticos
JEL: B19 - Otros
JEL: B2 - Historia del pensamiento económico desde 1925
JEL: B20 - Generalidades
JEL: B21 - Microeconomía
JEL: B22 - Macroeconomía
JEL: B23 - Historia del pensamiento económico: Econometría; Estudios cuantitativos
JEL: B24 - Socialismo; Marxismo
JEL: B25 - Escuela historicista; Institucionalismo; Evolucionismo; Escuela austriaca
JEL: B29 - Otros
JEL: B3 - Historia del pensamiento: figuras individuales
JEL: B30 - Generalidades
JEL: B31 - Figuras individuales
JEL: B32 - Obituarios
JEL: B4 - Metodología económica
JEL: B40 - Generalidades
JEL: B41 - Metodología económica
JEL: B49 - Otros
JEL: B5 - Enfoques heterodoxos actuales
JEL: B50 - Generalides
JEL: B51 - Socialismo; Marxismo; Modelo de Sraffa
JEL: B52 - Institucionalismo; Evolucionismo
JEL: B53 - Escuela austríaca
JEL: B54 - Economía feminista
JEL: B59 - Otros

## C	Métodos matemáticos y cuantitativos
Categoría:Métodos matemáticos y cuantitativos
JEL: C - Métodos matemáticos y cuantitativos
JEL: C00 - Generalidades
JEL: C01 - Econometría
JEL: C02 - Métodos matemáticos
JEL: C1 - Métodos econométricos y estadísticos: Generalidades
JEL: C10 - Generalidades
JEL: C11 - Análisis bayesiano
JEL: C12 - Contraste de hipótesis
JEL: C13 - Estimación
JEL: C14 - Métodos semiparamétricos y no paramétricos
- Métodos de simulación estadística; Método de Monte Carlo; Método Bootstrap
JEL: C16 - Distribuciones estadísticas
JEL: C19 - Otros
JEL: C2 - Métodos econométricos: modelos uniecuacionales; variables simples
JEL: C20 - Generalidades
JEL: C21 - Modelos de sección cruzada; modelos espaciales; modelos de efecto de tratamiento
JEL: C22 - Modelos de series temporales
JEL: C23 - Modelos con datos de panel
JEL: C24	- Modelos truncados y censurados
JEL: C25	- Modelos de regresión discreta y de elección cuantitativa
JEL: C29 - Otros
JEL: C3 - Métodos econométricos: modelos de ecuaciones múltiples/simultáneas ; Variables múltiples
JEL: C30	- Generalidades
JEL: C31 - Modelos de sección cruzada; modelos espaciales; modelos de efecto de tratamiento
JEL: C32 - Modelos de series temporales
JEL: C33	- Modelos con datos de panel
JEL: C34 - Modelos truncados y censurados
JEL: C35	- Modelos de regresión discreta y de elección cuantitativa
JEL: C39 - Otros
JEL: C4 - Métodos econométricos y estadísticos: temas especiales
JEL: C40 - Generalidades
JEL: C41 - Análisis de la supervivencia
JEL: C42 - Métodos de recopilación de datos
JEL: C43 - Números índice y agregación
JEL: C44 - Teoría de la decisión estadística; Investigación operativa
JEL: C45 - Redes neuronales y temas relacionados
JEL: C46 - Distribuciones específicas
JEL: C49 - Otros
JEL: C5 - Modelización econométrica
JEL: C50 - Generalidades
JEL: C51 - Construcción de modelos y estimación
JEL: C52 - Evaluación y contraste de modelos
JEL: C53 - Predicción y otras aplicaciones de modelos
JEL: C59 - Otros
JEL: C6 - Métodos matemáticos; programación; Modelos matemáticos y de simulación
JEL: C60 - Generalidades
JEL: C61 - Técnicas de optimización; modelos de programación; sistema dinámico
JEL: C62 - Condiciones de existencia y estabilidad del equilibrio
JEL: C63 - Técnicas computacionales
JEL: C65 - Herramientas matemáticas diversas
JEL: C67 - Modelos Input-Output
JEL: C68 - Modelos de equilibrio general computables
JEL: C69 - Otros
JEL: C7 - Teoría de juegos y teoría de la negociación
JEL: C70 - Generalidades
JEL: C71 - Juegos cooperativos
JEL: C72 - Juegos no cooperativos
JEL: C73 - Juegos estocásticos y dinámicos; juegos evolutivos; juegos repetidos
JEL: C78 - teoría de la negociación; teoría de la confrontación
JEL: C79 - Otros
JEL: C8 - Metodología de la recopilación y estimación de datos; programas informáticos
JEL: C80 - Generalidades
JEL: C81 - Metodología de la recopilación, estimación y organización de datos microeconómicos
JEL: C82 - Metodología de la recopilación, estimación y organización de datos macroeconómicos
JEL: C87 - Programas informáticos de econometría
JEL: C88 - Otros programas informáticos
JEL: C89 - Otros
JEL: C9 - Diseño de experimentos
JEL: C90 - Generalidades
JEL: C91 - Laboratorio, comportamiento individual
JEL: C92 - Laboratorio, comportamiento de grupo
JEL: C93 - Experimentos de campo
JEL: C99 - Otros

## DMicroeconomía
Categoría:Microeconomía

JEL: D1 - Comportamiento de las economías domésticas y economía familiar
JEL: D10 - Generalidades
JEL: D11 - Economía del consumidor: teoría
JEL: D12 - Economía del consumidor: análisis empíricos
JEL: D13 - Producción de las economías domésticas y asignación dentro de las mismas
JEL: D14 - Finanzas personales
JEL: D18 - Protección del consumidor
JEL: D19 - Otros
JEL: D2 - Producción y organizaciones
JEL: D20 - Generalidades
JEL: D21 - Comportamiento de la empresa
JEL: D23 - Comportamiento organizacional; costes de transacción; Derechos de propiedad
JEL: D24 - Producción; productividad del capital y del total de factores productividad; capacidad
JEL: D29 - Otros
JEL: D3 - Distribución
JEL: D30 - Generalidades
JEL: D31 - Ingreso personal, riqueza y sus distribuciones
JEL: D33 - Distribución de la renta de los factores (ver también E25)
JEL: D39 - Otros
JEL: D4 - Estructura de mercado y formación de precios
JEL: D40 - Generalidades
JEL: D41 - Competencia perfecta
JEL: D42 - Monopolio
JEL: D43 - Oligopolio y Oligopolio y otras formas de mercado imperfecto
JEL: D44 - Subastas
JEL: D45 - Racionamiento; concesión de licencias
JEL: D46 - Teoría del valor
JEL: D49 - Otros
JEL: D5 - Equilibrio general y desequilibrio
JEL: D50 - Generalidades
JEL: D51 - Economía del intercambio y de la producción
JEL: D52 - Mercados incompletos
JEL: D52 - Mercados financieros
JEL: D57 - Tablas y análisis input–output
JEL: D58 - Modelos computables y otros modelos aplicados de equilibrio general
JEL: D6 - Economía del bienestar
JEL: D60 - Generalidades
JEL: D61 - Eficiencia asignativa; análisis de costo-beneficio
JEL: D62 - Externalidades
JEL: D63 - Equidad, justicia, desigualdad y otros criterios normativos y de medida
JEL: D64 - Altruismo
JEL: D69 - Otros
JEL: D7 - Análisis de la toma de decisiones colectiva
JEL: D70 - Generalidades
JEL: D71 - Elección social; bienes club; comités; asociaciones
JEL: D72 - Modelos económicos de procesos políticos: búsqueda de rentas, elecciones, legislaturas y comportamiento de los votantes
JEL: D73 - Burocracia; procesos administrativos en organizaciones públicas; corrupción
JEL: D74 - Conflictos; resolución de conflictos; alianzas
JEL: D78 - Análisis positivo de las decisiones políticas y de su ejecución
JEL: D79 - Otros
JEL: D8 - Información, conocimiento e incertidumbre
JEL: D80 - Generalidades
JEL: D81 - Criterios para la toma de decisiones con riesgo e incertidumbre
JEL: D82 - Información asimétrica e información privada
JEL: D83 - Búsqueda ; Aprendizaje ; Información y conocimiento
JEL: D84 - Expectativas; especulación
JEL: D85 - Formación y análisis de redes: Teoría
JEL: D86 - Economía del contrato: Teoría
JEL: D87 - Neuroeconomía
JEL: D89 - Otros
JEL: D9 - Elección intemporal y crecimiento
JEL: D90 - Generalidades
JEL: D91 - Elección intemporal del consumidor; modelos del ciclo de vida y ahorro
JEL: D92 - Elección intemporal de la empresa y crecimiento, inversión o financiación
JEL: D99 - Otros

## EMacroeconomíayeconomía monetaria
Categoría:Macroeconomía y economía monetaria
JEL: E - Macroeconomía y economía monetaria
JEL: E0 - Generalidades
JEL: E00 - Generalidades
JEL: E01 - Medidas y datos sobre la renta y contabiliad nacional (CNE) y riqueza
JEL: E02 - Instituciones y macroeconomía
JEL: E1 - Modelos agregados generales
JEL: E10 - Generalidades
JEL: E11 - Marxismo; Modelo de Sraffa; Institucionalismo; Evolucionismo
JEL: E12 - Keynes; keynesianos; post-keynesianos
JEL: E13 - Neoclásicos
JEL: E17 - Predicción y simulación
JEL: E19 - Otros
JEL: E2 - Macroeconomía: Consumo, ahorro, producción, empleo e inversión
JEL: E20 - Generalidades
JEL: E21 - Consumo; ahorro; riqueza
JEL: E22 - Capital; Inversión (incluyendo existencias); capacidad
JEL: E23 - Producción
JEL: E24 - Empleo; desempleo; salarios; distribución intergeneracional del ingreso; capital humano agregado
JEL: E25 - Factores agregados de la distribución de la renta
JEL: E26 - Economía informal; economía clandestina
JEL: E27 - Predicción y simulación
JEL: E29 - Otros
JEL: E3 - Precios, fluctuaciones y ciclos económicos
JEL: E30 - Generalidades
JEL: E31 - Nivel de precios; inflación; deflación
JEL: E32 - Fluctuaciones y ciclos económicos
JEL: E37 - Predicción y simulación
JEL: E39 - Otros
JEL: E4 - Dinero y tipos de interés
JEL: E40 - Generalidades
JEL: E41 - Demanda de dinero
JEL: E42 - Sistemas monetarios; patrones; regímenes; Gobierno y el sistema monetario; sistemas de pago
JEL: E43 - Determinación de los tipos de interés; Estructura temporal de los tipos de interés
JEL: E44 - Mercados financieros y macroeconomía
JEL: E47 - Predicción y simulación
JEL: E49 - Otros
JEL: E5 - Política monetaria, bancos centrales, oferta de dinero y crédito
JEL: E50 - Generalidades
JEL: E51 - Oferta de dinero; crédito; multiplicadores monetarios
JEL: E52 - Política monetaria (objetivos, instrumentos y efectos)
JEL: E58 - Bancos centrales y sus políticas
JEL: E59 - Otros
JEL: E6 - Configuración de la política macroeconómica, aspectos macroeconómicos de las finanzas públicas, políticas macroeconómicas y perspectivas generales 
JEL: E60 - Generalidades
JEL: E61 - Objetivos de política económica ; Diseño y coherencia de las políticas ; Coordinación de políticas
JEL: E62 - Política fiscal; gasto, inversión y finanzas públicas; impuestos
JEL: E63 - Análisis comparativo o conjunto de las políticas fiscales y monetarias; Estabilización
JEL: E64 - Política de rentas; Política de precios
JEL: E65 - Estudios de episodios concretos de política económica
JEL: E66 - Perspectivas y condiciones generales
JEL: E69 - Otros

## FEconomía internacional
Categoría:Economía internacional
JEL: F - Economía internacional
JEL: F0 - Generalidades
JEL: F00 - Generalidades
JEL: F01 - Perspectiva global
JEL: F02 - Orden económico internacional; Organizaciones internacionales no económicas; Integración económica y globalización: generalidades
JEL: F1 - Comercio
JEL: F10 - Generalidades
JEL: F11 - Modelos neoclásicos de comercio
JEL: F12 - Modelos de comercio con competencia imperfecta y economías de escala
JEL: F13 - Política comercial; protección; promoción; negociaciones comerciales; organizaciones internacionales
JEL: F14 - Estudios sobre comercio por países y por industria
JEL: F15 - Integración económica
JEL: F16 - Interacciones entre el comercio y el mercado laboral
JEL: F17 - Predicción y simulación en comercio
JEL: F18 - Comercio y medio ambiente
JEL: F19 - Otros
JEL: F2 - Movimientos internacionales de factores y actividad económica internacional 
JEL: F20 - Generalidades
JEL: F21 - Inversión internacional; movimientos de capital a largo plazo
JEL: F22 - Migración internacional
JEL: F23 - Empresas multinacionales; actividad económica internacional
JEL: F24 - Remesas
JEL: F29 - Otros
JEL: F3 - Finanzas internacionales
JEL: F30 - Generalidades
JEL: F31 - Mercado de divisas
JEL: F32 - Ajustes de la balanza de cuenta corriente; movimientos de capital a corto plazo
JEL: F33 - Instituciones y acuerdos monetarios internacionales
JEL: F34 - Préstamos internacionales y problemas relacionados con la deuda externa
JEL: F35 - Ayuda exterior
JEL: F36 - Aspectos financieros de la integración económica
JEL: F37 - Simulación y predicción de las finanzas internacionales
JEL: F39 - Otros
JEL: F4 - Aspectos macroeconómicos del comercio y las finanzas internacionales 
JEL: F40 - Generalidades
JEL: F41 - Macroeconomía de la economía abierta
JEL: F42 - Coordinación y transmisión de la política internacional
JEL: F43 - Crecimiento económico de economías abiertas
JEL: F47 - Predicción y simulación
JEL: F49 - Otros
JEL: F5 - Relaciones internacionales y economía política internacional
JEL: F50 - Generalidades
JEL: F51 - Conflictos, negociaciones y sanciones internacionales
JEL: F52 - Seguridad nacional; nacionalismo económico
JEL: F53 - Acuerdos internacionales y su cumplimiento; Organizaciones internacionales
JEL: F54 - Colonialismo; imperialismo; poscolonialismo
JEL: F55 - Acuerdos institucionales internacionales
JEL: F59 - Otros

## GEconomía financiera
- G	Economía financiera
  - G0	Generalidades
    - G00	Generalidades

  - G1	Mercados financieros en general
    - G10	Generalidades
    - G11	Selección de cartera ; Decisiones de inversión
    - G12	Valoración de activos financieros
    - G13	Valoración de activos contingentes y de futuros
    - G14	Información y eficiencia del mercado ; Estudios de casos
    - G15	Mercados financieros internacionales
    - G18	Política pública y regulación
    - G19	Otros

  - G2	Instituciones y servicios financieros
    - G20	Generalidades
    - G21	Bancos ; Otras instituciones de depósito ; Hipotecas
    - G22	Seguros ; Compañías de seguros
    - G23	Fondos de pensiones ; Otras instituciones financieras privadas
    - G24	Bancos de inversión ; Capital riesgo ; Corretaje
    - G28	Política pública y regulación
    - G29	Otros

  - G3	Gobierno y financiación de la empresa
    - G30	Generalidades
    - G31	Presupuesto de capital ; Política de inversión
    - G32	Política de financiación; Estructura del capital y de la propiedad
    - G33	Insolvencia ; Liquidación
    - G34	Fusiones ; Adquisiciones ; Reestructuraciones ; Gobierno de la empresa
    - G35	Política de dividendos
    - G38	Política pública y regulación
    - G39	Otros

## H Economía pública
- H	Economía pública
  - H0	Generalidades
    - H00	Generalidades

  - H1	Estructura y ámbito del sector público
    - H10	Generalidades
    - H11	Estructura, ámbito y funcionamiento del sector público
    - H19	Otros

  - H2	Tributación, subvenciones e ingresos
    - H20	Generalidades
    - H21	Eficiencia ; Imposición óptima
    - H22	Incidencia
    - H23	Externalidades ; Efectos redistributivos ; Impuestos y subvenciones medioambientales
    - H24	Impuesto y subvenciones de la renta personal y otras rentas no empresariales
    - H25	Impuestos y subvenciones de las rentas empresariales
    - H26	Evasión fiscal
    - H27	Otras fuentes de ingresos
    - H29	Otros

  - H3	Políticas fiscales y comportamiento de los agentes económicos
    - H30	Generalidades
    - H31	Unidades familiares
    - H32	Empresas
    - H39	Otros

  - H4	Bienes suministrados por el sector público
    - H40	Generalidades
    - H41	Bienes públicos
    - H42	Bienes privados suministrados por el sector público
    - H43	Evaluación de proyectos ; Tasa de descuento social
    - H44	Bienes suministrados por el sector público : mercados mixtos
    - H49	Otros

  - H5	Gasto público de la administración y políticas relacionadas
    - H50	Generalidades
    - H51	Gasto público de la administración y sanidad
    - H52	Gasto público de la administración y educación
    - H53	Gasto público de la administración y programas de bienestar
    - H54	Infraestructuras ; Otras inversiones públicas y stock de capital
    - H55	Seguridad social y pensiones públicas
    - H56	Seguridad nacional y guerra
    - H57	Contratación pública
    - H59	Otros

  - H6	Presupuesto, déficit y deuda pública
    - H60	Generalidades
    - H61	Presupuesto ; Sistema presupuestario
    - H62	Déficit ; Superávit
    - H63	Deuda ; Gestión de la deuda
    - H68	Previsiones presupuestarias, déficit y deuda
    - H69	Otros

  - H7	Administración estatal, autonómica y local ; Relaciones intergubernamentales
    - H70	Generalidades
    - H71	Impuestos, subvenciones e ingresos estatales, autonómicos y locales
    - H72	Presupuesto y gasto de la administración estatal, autonómica y local
    - H73	Diferencias interjurisdiccionales y sus efectos
    - H74	Endeudamiento de la administración estatal, autonómica y local
    - H75	Administración estatal, autonómica y local : salud, educación y bienestar
    - H76	Administración estatal, autonómica y local : infraestructuras ; Contratación pública ; Seguridad pública ; Sistemas penitenciarios ; Otras categorías de gastos
    - H77	Relaciones intergubernamentales ; Federalismo
    - H79	Otros

  - H8	Temas diversos
    - H80	Generalidades
    - H81	Préstamos, garantías y créditos de las administraciones públicas
    - H82	Propiedades públicas
    - H83	Administración pública
    - H87	Cuestiones de fiscalidad internacional ; Bienes públicos internacionales
    - H89	Otros

## I Salud, educación y bienestar
- I	Salud, educación y bienestar
  - I0	Generalidades
    - I00	Generalidades

  - I1	Salud
    - I10	Generalidades
    - I11	Análisis de los mercados de asistencia sanitaria
    - I12	Producción sanitaria: nutrición, mortalidad, morbilidad, abuso y adicción a sustancias, discapacidad y comportamiento económico
    - I18	Política pública ; Regulación ; Sanidad pública
    - I19	Otros

  - I2	Educación
    - I20	Generalidades
    - I21	Análisis de la educación
    - I22	Financiación de la educación
    - I23	Centros de enseñanza superior y de investigación
    - I28	Política pública
    - I29	Otros

  - I3	Bienestar y pobreza
    - I30	Generalidades
    - I31	Bienestar general ; Necesidades básicas ; Nivel de vida ; Calidad de vida ; Felicidad
    - I32	Medición y análisis de la pobreza
    - I38	Política pública ; Provisión y efectos de los programas de bienestar
    - I39	Otros

## J	Economía laboral y demográfica
- J	Economía laboral y demográfica
  - J0	Generalidades
    - J00	Generalidades
    - J01	Economía laboral : generalidades
    - J08	Política de la economía laboral

  - J1	Economía demográfica
    - J10	Generalidades
    - J11	Tendencias y previsiones demográficas
    - J12	Nupcialidad ; Disolución de matrimonios ; Estructura familiar
    - J13	Fecundidad ; Planificación familiar ; Atención a la infancia ; Infancia ; Jóvenes
    - J14	Economía de la ancianidad ; Economía de los discapacitados
    - J15	Economía de las minorías y de las razas ; No discriminación laboral
    - J16	Economía de género ; No discriminación laboral
    - J17	Valor de la vida ; Ingresos no percibidos
    - J18	Política pública
    - J19	Otros

  - J2	Reparto del tiempo, comportamiento en el trabajo y determinación y creación de empleo ; Capital humano
    - J20	Generalidades
    - J21	Mano de obra y empleo: dimensión y estructura
    - J22	Reparto del tiempo y oferta de trabajo
    - J23	Determinación del empleo ; Creación de empleo ; Demanda de trabajo ; Trabajo por cuenta propia
    - J24	Capital humano ; Cualificación ; Elección de ocupación ; Productividad del trabajo
    - J26	Jubilación ; Política de jubilaciones
    - J28	Seguridad ; Accidentes ; Salud industrial ; Satisfacción en el trabajo ; Política pública relacionada
    - J29	Otros

  - J3	Salarios, remuneraciones y costes laborales
    - J30	Generalidades
    - J31	Nivel y estructura salarial ; Diferencias salariales por cualifación, formación, ocupación, etc.
    - J32	Costes y beneficios laborales no salariales ; Pensiones privadas
    - J33	Fórmulas de remuneración ; Modalidades de pago
    - J38	Política pública
    - J39	Otros

  - J4	Mercados de trabajo especiales
    - J40	Generalidades
    - J41	Contratos: capital humano específico, modelos de confrontación, modelos de salario de eficiencia y mercados de trabajo intemos
    - J42	Monopsonio ; Mercados de trabajo segmentados
    - J43	Mercados de trabajo agrícola
    - J44	Mercados de profesionales y de trabajadores especializados ; Ocupaciones ; Uso de licencias
    - J45	Mercados de trabajo del sector público
    - J48	Política pública
    - J49	Otros

  - J5	Relaciones laborales, sindicatos y negociación colectiva
    - J50	Generalidades
    - J51	Sindicatos : objetivos, estructura y efectos
    - J52	Resolución de conflictos: huelgas, arbitraje y mediación ; Negociación colectiva
    - J53	Relaciones laborales ; Jurisprudencia industrial
    - J54	Cooperativas de productores ; Empresas gestionadas por los trabajadores
    - J58	Política pública
    - J59	Otros

  - J6	Movilidad, desempleo y vacantes
    - J60	Generalidades
    - J61	Movilidad geográfica de la mano de obra ; Trabajadores inmigrantes
    - J62	Movilidad funcional, laboral e intergeneracional
    - J63	Rotación ; Vacantes ; Despidos
    - J64	Desempleo: modelos, duración, incidencia y búsqueda de empleo
    - J65	Subsidio de desempleo ; Indemnización por despido ; Cierre de plantas
    - J68	Política pública
    - J69	Otros

  - J7	Discriminación en el trabajo
    - J70	Generalidades
    - J71	Discriminación
    - J78	Política pública
    - J79	Otros

  - J8	Normas laborales : nacionales e internacionales
    - J80	Generalidades
    - J81	Condiciones de trabajo
    - J82	Composición de la mano de obra
    - J83	Derechos de los trabajadores
    - J88	Política pública
    - J89	Otros

## K	Derecho y economía
- K	Derecho y economía
  - K0	Generalidades
    - K00	Generalidades

  - K1	Áreas básicas del derecho
    - K10	Generalidades
    - K11	Derecho de propiedad
    - K12	Ley de contratos
    - K13	Responsabilidad extracontractual y responsabilidad del fabricante
    - K14	Derecho penal
    - K19	Otros

  - K2	Derecho mercantil y regulación
    - K20	Generalidades
    - K21	Derecho de la competencia
    - K22	Derecho de sociedades y títulos valores
    - K23	Derecho administrativo e industrias reguladas
    - K29	Otros

  - K3	Otras áreas sustantivas del derecho
    - K30	Generalidades
    - K31	Derecho del trabajo
    - K32	Leyes sobre medio ambiente, salud y seguridad
    - K33	Derecho internacional
    - K34	Derecho fiscal
    - K35	Legislación de quiebras personales
    - K36	Derecho de familia y personal
    - K39	Otros

  - K4	Derecho procesal, sistema jurídico y conducta ilegal
    - K40	Generalidades
    - K41	Derecho procesal civil
    - K42	Conducta ilegal y aplicación de la ley
    - K49	Otros

## L	Organización industrial
- L	Organización industrial
  - L0	Generalidades
    - L00	Generalidades

  - L1	Estructura de mercado, estrategia empresarial y funcionamiento del mercado
    - L10	Generalidades
    - L11	Producción, fijación de precios y estructura de mercado ; Distribución de las empresas por tamaño
    - L12	Monopolio ; Estrategias monopolísticas
    - L13	Oligopolio y otros mercados imperfectos
    - L14	Relaciones de transacción ; Contratos y reputación ; Redes
    - L15	Información y calidad del producto ; Normalización y compatibilidad
    - L16	Organización industrial y macroeconomía ; Estructura macroeconómica industrial ; índices de precios industriales
    - L17	Productos Open Source y sus mercados
    - L19	Otros

  - L2	Objetivos, organización y comportamiento de la empresa
    - L20	Generalidades
    - L21	Objetivos de negocio de la empresa
    - L22	Organización de la empresa y estructura de mercado : mercado versus jerarquías ; Integración vertical ; Conglomerados
    - L23	Organización de la producción
    - L24	Subcontratas; Empresas conjuntas; Licencia tecnológica
    - L25	Rendimiento de la empresa : tamaño, edad, beneficio y ventas
    - L26	Emprendedores
    - L29	Otros

  - L3	Organizaciones no lucrativas y empresas públicas
    - L30	Generalidades
    - L31	Instituciones sin fines de lucro ; Organismos no gubernamentales (ONG)
    - L32	Empresas públicas
    - L33	Comparación entre empresa pública y privada ; Privatización ; Subcontratación
    - L38	Política pública
    - L39	Otros

  - L4	Política de defensa de la competencia
    - L40	Generalidades
    - L41	Monopolización ; Restricciones horizontales a la competencia
    - L42	Restricciones verticales a la competencia ; Mantenimiento de precios de reventa ; Descuentos por cantidad
    - L43	Monopolios legales y regulación o desregulación
    - L44	Política de defensa de la competencia y empresa pública, instituciones sin fines de lucro y organizaciones profesionales
    - L49	Otros

  - L5	Regulación y política industrial
    - L50	Generalidades
    - L51	Economía de la regulación
    - L52	Política industrial ; Métodos de planificación sectorial
    - L53	Ayuda pública a las empresas
    - L59	Otros

  - L6	Estudios sectoriales : manufacturas
    - L60	Generalidades
    - L61	Metales y productos metálicos ; Cemento ; Vidrio ; Cerámica
    - L62	Automóviles ; Otro equipo de transporte
    - L63	Microelectrónica ; Ordenadores ; Equipo de comunicaciones
    - L64	Otra maquinaria ; Equipo de oficina ; Armamento
    - L65	Productos químicos ; Caucho ; Productos farmacéuticos ; Biotecnología
    - L66	Alimentación ; Bebidas ; Cosmética ; Tabaco ; Vino y bebidas espirituosas
    - L67	Otros bienes de consumo perecederos : vestido, textiles, calzado y piel
    - L68	Electrodomésticos ; Otros bienes de consumo no perecederos
    - L69	Otros

  - L7	Estudios sectoriales : productos primarios y construcción
    - L70	Generalidades
    - L71	Minería, extracción y refinado : hidrocarburos
    - L72	Minería, extracción y refinado : otros recursos no renovables
    - L73	Productos forestales : madera y papel
    - L74	Construcción
    - L78	Política pública
    - L79	Otros

  - L8	Estudios sectoriales : servicios
    - L80	Generalidades
    - L81	Comercio minorista y mayorista ; Logística ; Comercio electrónico
    - L82	Entretenimiento ; Medios de comunicación (artes escénicas, artes visuales, radio, televisión, edición, etc.)
    - L83	Deportes ; Juegos de azar ; Ocio ; Turismo
    - L84	Servicios personales y profesionales
    - L85	Servicios inmobiliarios
    - L86	Servicios de información e Internet ; Programas informáticos
    - L87	Servicios postales y de mensajería
    - L88	Política pública
    - L89	Otros

  - L9	Estudios sectoriales : transportes y suministros básicos
    - L90	Generalidades
    - L91	Transportes : generalidades
    - L92	Ferrocarriles y otros medios de transporte de superficie : automóviles, autobuses, camiones y transportes fluviales ; Puertos
    - L93	Transporte aéreo
    - L94	Suministro de electricidad
    - L95	Suministro de gas ; Oleoductos y gasoductos ; Suministro de agua
    - L96	Telecomunicaciones
    - L97	Suministros básicos : generalidades
    - L98	Política pública
    - L99	Otros

## M	Administración de empresas y economía de la empresa; Marketing; Contabilidad
- M	Administración de empresas y economía de la empresa ; Marketing ; Contabilidad
  - M0	Generalidades
    - M00	Generalidades

  - M1	Administración de empresas
    - M10	Generalidades
    - M11	Gestión de la producción
    - M12	Gestión de personal
    - M13	Creación de empresas
    - M14	Cultura corporativa ; Responsabilidad social corporativa
    - M15	Gestión de la tecnología de la información
    - M16	Administración de empresas internacionales
    - M19	Otros

  - M2	Economía de la empresa
    - M20	Generalidades
    - M21	Economía de la empresa
    - M29	Otros

  - M3	Marketing y publicidad
    - M30	Generalidades
    - M31	Marketing
    - M32 Imagen
    - M37	Publicidad
    - M38	Política pública y regulación
    - M39	Otros

  - M4	Contabilidad y auditoría
    - M40	Generalidades
    - M41	Contabilidad
    - M42	Auditoría
    - M48	Política pública y regulación
    - M49	Otros

  - M5	Economía de la gestión de personal
    - M50	Generalidades
    - M51	Estrategia de empleo de la empresa ; Promociones (contratación, despidos, rotaciones, trabajo a tiempo parcial, trabajadores temporales, antigüedad)
    - M52	Retribución y métodos de retribución y sus efectos ( stock options, remuneración en especie, incentivos, programas de ayuda familiar, antigüedad)
    - M53	Formación
    - M54	Gestión laboral (formación de equipos, atribución de responsabilidades, diseño del puesto de trabajo, tareas y jerarquías, satisfacción en el trabajo)
    - M55	Instrumentos de contratación laboral : outsourcing, franchising, otros
    - M59	Otros

## NHistoria económica
- N	Historia económica
  - N0	Generalidades
    - N00	Generalidades
    - N01	Desarrollo de la disciplina : historiografía ; Fuentes y métodos

  - N1	Macroeconomía y economía monetaria ; Crecimiento y fluctuación económica
    - N10	General, internacional o comparado
    - N11	Estados Unidos ; Canadá (hasta 1913)
    - N12	Estados Unidos ; Canadá (desde 1913)
    - N13	Europa (hasta 1913)
    - N14	Europa (desde 1913)
    - N15	Asia (incluyendo Oriente Medio)
    - N16	América Latina ; Caribe
    - N17	África ; Oceanía

  - N2	Mercados e instituciones financieras
    - N20	General, internacional o comparado
    - N21	Estados Unidos ; Canadá (hasta 1913)
    - N22	Estados Unidos ; Canadá (desde 1913)
    - N23	Europa (hasta 1913)
    - N24	Europa (desde 1913)
    - N25	Asia (incluyendo Oriente Medio)
    - N26	América Latina ; Caribe
    - N27	África ; Oceanía

  - N3	Trabajo y consumidores, demografía, educación, renta y riqueza
    - N30	General, internacional o comparado
    - N31	Estados Unidos ; Canadá (hasta 1913)
    - N32	Estados Unidos ; Canadá (desde 1913)
    - N33	Europa (hasta 1913)
    - N34	Europa (desde 1913)
    - N35	Asia (incluyendo Oriente Medio)
    - N36	América Latina ; Caribe
    - N37	África ; Oceanía
    - N4	Gobierno, guerra, legislación y regulación
    - N40	General, internacional o comparado
    - N41	Estados Unidos ; Canadá (hasta 1913)
    - N42	Estados Unidos ; Canadá (desde 1913)
    - N43	Europa (hasta 1913)
    - N44	Europa (desde 1913)
    - N45	Asia (incluyendo Oriente Medio)
    - N46	América Latina ; Caribe
    - N47	África ; Oceanía

  - N5	Agricultura, recursos naturales, medio natural e industrias extractivas
    - N50	General, internacional o comparado
    - N51	Estados Unidos ; Canadá (hasta 1913)
    - N52	Estados Unidos ; Canadá (desde 1913)
    - N53	Europa (hasta 1913)
    - N54	Europa (desde 1913)
    - N55	Asia (incluyendo Oriente Medio)
    - N56	América Latina ; Caribe
    - N57	África ; Oceanía

  - N6	Manufacturas y construcción
    - N60	General, internacional o comparado
    - N61	Estados Unidos ; Canadá (hasta 1913)
    - N62	Estados Unidos ; Canadá (desde 1913)
    - N63	Europa (hasta 1913)
    - N64	Europa (desde 1913)
    - N65	Asia (incluyendo Oriente Medio)
    - N66	América Latina ; Caribe
    - N67	África ; Oceanía

  - N7	Transportes, comercio interior e internacional, energía, tecnología y otros servicios
    - N70	General, internacional o comparado
    - N71	Estados Unidos ; Canadá (hasta 1913)
    - N72	Estados Unidos ; Canadá (desde 1913)
    - N73	Europa (hasta 1913)
    - N74	Europa (desde 1913)
    - N75	Asia (incluyendo Oriente Medio)
    - N76	América Latina ; Caribe
    - N77	África ; Oceanía

  - N8	Historia de las microempresas
    - N80	General, internacional o comparado
    - N81	Estados Unidos ; Canadá (hasta 1913)
    - N82	Estados Unidos ; Canadá (desde 1913)
    - N83	Europa (hasta 1913)
    - N84	Europa (desde 1913)
    - N85	Asia (incluyendo Oriente Medio)
    - N86	América Latina ; Caribe
    - N87	África ; Oceanía
    - N9	Historia regional y urbana
    - N90	General, internacional o comparado
    - N91	Estados Unidos ; Canadá (hasta 1913)
    - N92	Estados Unidos ; Canadá (desde 1913)
    - N93	Europa (hasta 1913)
    - N94	Europa (desde 1913)
    - N95	Asia (incluyendo Oriente Medio)
    - N96	América Latina ; Caribe
    - N97	África ; Oceanía

## O	Desarrollo económico, cambio tecnológico y crecimiento
- O	Desarrollo económico, cambio tecnológico y crecimiento
  - O1	Desarrollo económico
    - O10	Generalidades
    - O11	Análisis macroeconómico del desarrollo económico
    - O12	Análisis microeconómico del desarrollo económico
    - O13	Agricultura ; Recursos naturales ; Energía ; Medio ambiente ; Otros productos primarios
    - O14	Industrialización ; Industrias manufactureras y de servicios ; Elección de tecnología
    - O15	Recursos humanos ; Desarrollo humano ; Distribución de la renta ; Migraciones
    - O16	Mercados financieros ; Ahorro e inversión de capital
    - O17	Sector formal e informal ; Economía sumergida ; Acuerdos institucionales: aspectos jurídicos, sociales, económicos y políticos
    - O18	Análisis regional, urbano y rural
    - O19	Vínculos internacionales del desarrollo ; Papel de los organismos internacionales

  - O2	Planificación y política de desarrollo
    - O20	Generalidades
    - O21	Modelos de planificación ; Política de planificación
    - O22	Análisis de proyectos
    - O23	Política fiscal y monetaria para el desarrollo
    - O24	Política comercial ; Política de movilidad de los factores ; Política de tipo de cambio
    - O25	Política industrial
    - O29	Otros

  - O3	Cambio tecnológico ; Investigación y desarrollo (I+D)
    - O30	Generalidades
    - O31	Innovación e invención : procesos e incentivos
    - O32	Gestión de la innovación tecnológica y de la I + D
    - O33	Cambio tecnológico : opciones y consecuencias ; Difusión
    - O34	Derechos de la propiedad intelectual : cuestiones nacionales e internacionales
    - O38	Política pública
    - O39	Otros

  - O4	Crecimiento económico y productividad agregada
    - O40	Generalidades
    - O41	Modelos de crecimiento de uno, dos o varios sectores
    - O42	Modelos de crecimiento monetario
    - O43	Instituciones y crecimiento
    - O47	Medición del crecimiento económico ; Productividad agregada
    - O49	Otros

  - O5	Estudios económicos globales de países
    - O50	Generalidades
    - O51	Estados Unidos ; Canadá
    - O52	Europa
    - O53	Asia (incluyendo Oriente Medio)
    - O54	América Latina ; Caribe
    - O55	África
    - O56	Oceanía
    - O57	Estudios comparativos por países

## P	Sistemas económicos
- P	Sistemas económicos 
  - P0	Generalidades
    - P00	Generalidades

  - P1	Sistemas capitalistas
    - P10	Generalidades
    - P11	Planificación, coordinación y reforma
    - P12	Empresas capitalistas
    - P13	Cooperativas
    - P14	Derechos de propiedad
    - P16	Economía política
    - P17	Funcionamiento y perspectivas
    - P19	Otros

  - P2	Sistemas socialistas y economías en transición
    - P20	Generalidades
    - P21	Planificación, coordinación y reforma
    - P22	Precios
    - P23	Mercados de factores y de productos ; Estudios industriales ; Población
    - P24	Renta, producción y gasto nacional ; Dinero ; Inflación
    - P25	Economía urbana, rural y regional ; Vivienda ; Transporte
    - P26	Economía política ; Derechos de propiedad
    - P27	Funcionamiento y perspectivas
    - P28	Recursos naturales ; Energía ; Medio ambiente
    - P29	Otros

  - P3	Instituciones socialistas y su transición
    - P30	Generalidades
    - P31	Empresas socialistas y su transición
    - P32	Colectivos ; Comunas ; Agricultura
    - P33	Comercio internacional, financiación, inversión y ayuda
    - P34	Economía financiera
    - P35	Economía del sector público
    - P36	Economía del consumidor ; Sanidad, educación, servicios sociales y pobreza
    - P37	Instituciones legales ; Conducta ilegal
    - P39	Otros

  - P4	Otros sistemas económicos
    - P40	Generalidades
    - P41	Planificación, coordinación y reforma
    - P42	Empresas productivas ; Mercados de factores y de productos ; Precios ; Población
    - P43	Economía pública ; Economía financiera
    - P44	Renta, producción y gasto nacional ; Dinero ; Inflación
    - P45	Comercio internacional, financiación, inversión y ayuda
    - P46	Economía del consumidor ; Sanidad y pobreza
    - P47	Funcionamiento y perspectivas
    - P48	Economía política ; Instituciones legales ; Derechos de propiedad
    - P49	Otros

  - P5	Sistemas económicos comparados
    - P50	Generalidades
    - P51	Análisis comparativo de los sistemas económicos
    - P52	Estudios comparativos de economías particulares
    - P59	Otros

## Q	Economía agraria y de los recursos naturales; Economía de medio ambiente y de la ecología
- Q	Economía agraria y de los recursos naturales ; Economía de medio ambiente y de la ecología
  - Q0	Generalidades
    - Q00	Generalidades
    - Q01	Desarrollo sostenible

  - Q1	Agricultura
    - Q10	Generalidades
    - Q11	Análisis de la oferta y de la demanda global; Precios
    - Q12	Análisis microeconómico de las explotaciones agrarias, explotaciones familiares y mercados de inputs agrarios
    - Q13	Mercados agrarios y marketing ; Cooperativas ; Industria agraria
    - Q14	Finanzas agrarias
    - Q15	Propiedad y tenencia de la tierra ; Reforma agraria ; Uso de la tierra ; Regadío
    - Q16	I + D ; Tecnología agraria ; Servicios de extensión agraria
    - Q17	Agricultura y comercio internacional
    - Q18	Política agraria ; Política alimentaria
    - Q19	Otros

  - Q2	Recursos renovables y conservación
    - Q20	Generalidades
    - Q21	Oferta y demanda
    - Q22	Pesca ; Acuicultura
    - Q23	Silvicultura
    - Q24	Tierra
    - Q25	Agua
    - Q26	Aspectos recreativos de los recursos naturales
    - Q27	Recursos renovables y conservación : temas en comercio internacional
    - Q28	Política pública
    - Q29	Otros

  - Q3	Recursos no renovables y conservación
    - Q30	Generalidades
    - Q31	Oferta y demanda
    - Q32	Recursos agotables y desarrollo económico
    - Q34	Auge de los recursos
    - Q33	Recursos naturales y conflictos internos e internacionales
    - Q38	Política pública
    - Q39	Otros

  - Q4	Energía 
    - Q40	Generalidades
    - Q41	Oferta y demanda
    - Q42	Fuentes de energía alternativa
    - Q43	Energía y macroeconomía
    - Q48	Política pública
    - Q49	Otros

  - Q5	Economía del medio ambiente
    - Q50	Generalidades
    - Q51	Evaluación de los efectos en el medioambiente
    - Q52	Costes del control de la contaminación ; Efectos distributivos ; Efectos en el empleo
    - Q53	Contaminación del aire ; Contaminación del agua ; Ruido ; Residuos peligrosos ; Reciclaje de residuos sólidos
    - Q54	Clima ; Desastres naturales ; Calentamiento global
    - Q55	Innovación tecnológica
    - Q56	Desarrollo y medio ambiente ; Comercio y medio

ambiente ; Sostenibilidad ; Contabilidad medioambiental ; Equidad medioambiental ; Crecimiento demográfico
- -     - Q57	Economía ecológica : servicios del ecosistema ; Conservación de la biodiversidad ; Bioeconomía
    - Q58	Política pública
    - Q59	Otros

## R	Economía urbana, rural y regional
- R	Economía urbana, rural y regional
  - R0	Generalidades
    - R00	Generalidades

  - R1	Economía regional general
    - R10	Generalidades
    - R11	Actividad económica regional : crecimiento, desarrollo y cambios
    - R12	Distribución espacial y dimensional de la actividad económica regional ; Comercio interregional
    - R13	Análisis de equilibrio general y bienestar económico de las economías regionales
    - R14	Modos de uso de la tierra
    - R15	Modelos econométricos y de input-output ; Otros modelos
    - R19	Otros

  - R2	Análisis de las economías domésticas
    - R20	Generalidades
    - R21	Demanda de viviendas
    - R22	Otras demandas
    - R23	Migración regional ; Mercado de trabajo regional ; Población
    - R28	Política pública
    - R29	Otros

  - R3	Análisis de la producción y localización empresarial
    - R30	Generalidades
    - R31	Oferta y mercados de la vivienda
    - R32	Otros análisis sobre producción y formación de precios
    - R33	Mercados inmobiliarios no agrícolas y no residenciales
    - R34	Análisis de la demanda de inputs
    - R38	Políticas públicas ; Políticas reguladoras
    - R39	Otros

  - R4	Sistemas de transporte
    - R40	Generalidades
    - R41	Transportes : demanda, oferta y congestión ; Seguridad y accidentes
    - R42	Análisis de las inversiones públicas y privadas
    - R48	Fijación de precios por el gobierno ; Políticas reguladoras
    - R49	Otros

  - R5	Análisis regionales
    - R50	Generalidades
    - R51	Financiación en economías urbanas y rurales
    - R52	Uso de la tierra y otras reglamentaciones
    - R53	Análisis de la localización de instalaciones públicas ; Inversión pública y stock de capital
    - R58	Política de desarrollo regional
    - R59	Otros

## Y	Categorías diversas
- Y	Categorías diversas
  - Y1	Datos : tablas y gráficos
    - Y10	Datos : tablas y gráficos

  - Y2	Material introductorio
    - Y20	Material introductorio

  - Y3	Revisiones de libros
    - Y30	Revisiones de libros

  - Y4	Tesis
    - Y40	Tesis

  - Y5	Lecturas adicionales (sin clasificar)
    - Y50	Lecturas adicionales (sin clasificar)

  - Y6	Extractos
    - Y60	Extractos

  - Y8	Disciplinas relacionadas
    - Y80	Disciplinas relacionadas

  - Y9	Otros
    - Y90	Otros

## Z	Otros temas especiales
- Z	Otros temas especiales
  - Z0	Generalidades
    - Z00	Generalidades

  - Z1	Economía de la cultura
    - Z10	Generalidades
    - Z11	Economía del arte y de la literatura
    - Z12	Religión
    - Z13	Normas sociales y capital social ; Redes sociales
    - Z19	Otros